# كريس والش (لاعب كرة قدم أمريكية)
كريس والش (بالإنجليزية: Chris Walsh)‏ هو لاعب كرة قدم أمريكية أمريكي، ولد في 12 ديسمبر 1968 في كليفلاند في الولايات المتحدة.

## وصلات خارجية
- كريس والش على موقع مرجع كرة القدم المحترفة.كوم (الإنجليزية)